# San Pedro Yugoslavs
San Pedro Yugoslavs foi uma agremiação esportiva do distrito de São Pedro, na cidade de Los Angeles . Disputava a Greater Los Angeles Soccer League. 

## História
De origem iugoslava, o San Pedro Yugoslavs foi fundado na década de 1950 e disputava a Greater Los Angeles Soccer League. Ganhou notoriedade nacional por ter sido por quatro vezes vice-campeão da National Challenge Cup. O clube foi vice campeão nos anos de 1971, 1972, 1984, 1986. Em 1987 disputou a CONCACAF Champions League, sendo eliminado para o Club America na primeira fase.